# Syadvada
Le syād-vāda est un concept philosophique s'insérant dans la doctrine de la réalité relative du jaïnisme: l'anekantavada. Il s'agit de formuler les substances, les êtres suivant quatre critères :
- leurs spécificités,
- leur localisation,
- le temps,
- et leur état[1],[2].